# Слободский сельский совет (Сумская область)
Слободский сельский совет (укр. Слобідська сільська рада) — входит в состав
Бурынского района
Сумской области
Украины.
Административный центр сельского совета находится в
с. Слобода
.

## Населённые пункты совета
- с. Слобода
- пос. Леонтиевка
- пос. Сорочинское

## Ликвидированные населённые пункты совета
- пос. Радянское